# Ftios
Ftios (en grec antic Φθίος) segons la mitologia grega és l'heroi epònim de la Ftiòtida, a Tessàlia.
Els autors donen genealogies diferents, i tan aviat és un dels fills de Licàon, el rei de l'Arcàdia, com un fill de Posidó i de la nimfa Larissa. Llavors és germà d'Aqueu i de Pelasg. També es deia que era fill d'Aqueu, i estava casat amb Crisipe filla d'Iros, i amb la que va tenir un fill, Hel·lè, fundador de la ciutat d'Hel·las, a Tessàlia. Altres genealogies relacionen també Ftios amb els epònims de les estirps hel·lèniques.